# Roufirdé
Roufirdé (ou Rufirde) est une localité du Cameroun située dans l'arrondissement de Dargala, le département du Diamaré et la région de l’Extrême-Nord. Elle fait partie du canton de Dargala.

## Population
En 1975, Roufirdé Hardéo comptait 72 habitants, dont 45 Peuls et 27 Massa. Roufirdé Kaïgama en comptait 321, dont 248 Peuls et 73 Kéra.
Lors du recensement de 2005, on y a dénombré 458 personnes.